# Oleg Paszinin
Oleg Paszinin, ros. Олег Пашинин (ur. 12 września 1974 w Moskwie) – były uzbecki piłkarz grający na pozycji obrońcy. Wychowanek klubu Lokomotiw Moskwa. Od 2009 roku asystent trenera tego klubu.